# العاتور (لودر)

تعديل مصدري - تعديل

العاتور هي إحدى قرى عزلة زارة بمديرية لودر التابعة لمحافظة أبين، بلغ تعداد سكانها 194 نسمة حسب تعداد اليمن لعام 2004.